# Línguas hocanas
As línguas hocanas constituem uma família linguística hipotética que agrupa cerca de uma dúzia de pequenas famílias de línguas faladas na Califórnia e no México. Passado quase um século desde que a hipótese hocana postulou que estas famílias estariam relacionadas, poucas são as evidências adicionais que entretanto surgiram. Ainda que algumas famílias hocanas possam realmente estar relacionadas, sobretudo no norte da Califórnia, poucos são os linguistas que actualmente esperam que a família hocana como um todo venha a ser demonstradamente considerada válida e o termo é muitas vezes utilizado como um rótulo conveniente para simplificar uma das regiões mais diversas do mundo em termos linguísticos.
O termo hokan está de alguma forma baseado na palavra para "dois" em várias línguas hocanas: *xwak em proto-yumano, c-oocj em seri, hak em achumawi, etc.
Línguas hocanas são faladas pelos pomo na costa da Califórnia, bem como por outras nações nativas americanas na vizinhança do monte Shasta, do lago Tahoe e pelos povos yumanos no baixo Colorado. Alguns linguistas incluem também a língua dos chumash e outras famílias, mas as evidências são residuais, e a maioria actualmente restringe a família hocana a algumas ou todas as línguas listadas abaixo.

## Esquema da família hocana
Línguas hocanas (28):
- Línguas esseleno-yumanas (10)
  - Esselen
  - Línguas yumano-cochimis

- Línguas hocanas setentrionais (13)
  - Chimariko
  - Línguas Karok-Shasta(4)
    - Karok
    - Línguas Shasta-Palaihnihanas (3)
      - Línguas palaihnihanas (2)
      - Língua shasta

  - Línguas pomoanas (7)
  - Yana
- Línguas Salinano-Seri (2)
  - Língua salinana
  - Língua seri

A relação entre o salinano e o seri foi proposta por Edward Sapir num tempo em que a informação sobre o seri era muito escassa e quando hipóteses sobre relações genéticas eram propostas baseadas em tal informação. Bright (1959) forneceu uma pequena quantidade de dados que poderiam ter sido desenvolvidos como evidências apoiando esta relação, mas não o foram. A relação é actualmente considerada duvidosa e seguramente não ao nível de uma família linguística com laços estreitos entre as várias línguas. Langdon (1974) apenas refere a proposta na sua revista histórica, e em seu lugar sugere (num curto parágrafo)  que talvez seja possível uma relação entre o seri e outras línguas (chumash e chontal de Oaxaca). Tanto o seri como o salinano são actualmente considerados idiomas isolados, uma vez que não foram apresentadas evidências sistemáticas ou convincentes que os relacionem com a suposta família hocana.
- Línguas tequistlatecanas (2)
  - Chontal Serra de Oaxaca
  - Chontal Costa de Oaxaca
- Washoe